# Basquetebol do São Paulo Futebol Clube
O Basquetebol do São Paulo Futebol Clube é o departamento de basquetebol do clube poliesportivo brasileiro de mesmo nome, sediado na cidade de São Paulo, em São Paulo. Ele é mais conhecido como São Paulo Basquete ou simplesmente São Paulo.

## Basquete masculino

### História
Desde a sua fundação em 1930, o São Paulo Futebol Clube participa de competições de basquete. Depois de uma breve ausência, o clube voltou em 1942, sendo o primeiro título do basquetebol são-paulino o Campeonato Paulista da Capital de 1943. Em 1946, novamente desativou a equipe, retornando em 1948. Após anos de hiato, o Tricolor voltou em 1978 e 1979. Depois de um novo período sem o time de basquete, o Tricolor disputou e ganhou o Campeonato Estadual da 1.ª Divisão de 1989, feito que o permitiu participar da elite do estado em 1990. Durante a década de 2000, o São Paulo fez parcerias com outras equipes, com a finalidade de resgatar a modalidade no clube. Com a Associação Atlética Guaru, de Guarulhos, disputou o Paulista da Série A-2 de 2002 e o Torneio Novo Milênio de 2003. Com a Associação Desportiva Santo André, o clube disputou o Novo Milênio e o Campeonato Paulista em 2005 e o polêmico Campeonato Nacional de 2006.
Em novembro de 2018, o São Paulo oficializou a volta da sua equipe própria de basquete profissional. O primeiro compromisso neste retorno foi a Liga Ouro, competição equivalente à segunda divisão brasileira e que à época dava ingresso ao Novo Basquete Brasil, a principal divisão da modalidade no Brasil e que é organizado pela Liga Nacional de Basquete (LNB). Na Liga Ouro de 2019, o Tricolor foi derrotado no playoff final pela Unifacisa por 3 a 2 e ficou com o vice-campeonato. Mesmo com o segundo lugar, o São Paulo garantiu vaga no NBB após adquirir a vaga do AABJ-Joinville, que não conseguiu reunir condições financeiras de disputar a edição de 2019-20 do torneio.
Em 2019, após 29 anos de ausência, voltou a disputar uma edição do Campeonato Paulista de forma independente. No Paulista de 2019, o São Paulo chegou à semifinal após derrotar o Bauru no playoff quartas de final por dois jogos a um, depois de ganhar o jogo três na prorrogação e tendo revertido uma desvantagem de 15 pontos no último quarto, eliminando o oponente em pleno ginásio do adversário. Na semifinal, a equipe são-paulina foi batida pelo Franca na série melhor de três por 2 a 0. Na sua estreia na elite brasileira com um time próprio, no NBB 19–20, o São Paulo ficou com a terceira colocação na edição encerrada durante a fase de classificação, por conta da pandemia de COVID-19.  
Na temporada 2020-21, o Tricolor participou, pela primeira vez, de um certame internacional: a Champions League Américas, terminando na quarta posição. Também chegou pela primeira vez à decisão da Copa Super 8. O clube ficou com o vice-campeonato ao ser derrotado pelo Flamengo na final por 79 a 71. Na mesma temporada, chegou à decisão do NBB, logo na sua segunda participação. Apesar de fazer partidas bem equilibradas contra o Flamengo, foi derrotado três vezes consecutivas na série decisiva pelo time carioca e ficou com o segundo lugar.
A espera por um título de expressão terminou no segundo semestre de 2021, com a conquista do Campeonato Paulista, derrotando o Franca no playoff final por 2 a 1. A temporada 2021-22 também ficou marcada pela conquista do primeiro título internacional: a Champions League Américas 21-22. Com uma campanha impecável, o São Paulo venceu o certame continental de forma invicta ao vencer as nove partidas que realizou, incluindo a decisão, contra o Biguá (URU), por 98 a 84. Além do título, o Tricolor Paulista classificou-se para disputar, pela primeira vez, a Copa Intercontinental, o Mundial de Clubes do basquete.
A temporada 2022-23 começou com o vice-campeonato no Paulista de 2022, sendo derrotado pelo Franca na série final por 2 a 1.
No dia 9 de abril de 2025, o São Paulo desligou o treinador Guerrinha da equipe..
No dia 19 de maio de 2025, em nota, o clube comunicou o encerramento das atividades da equipe profissional. 

### Participações
- Na Copa Intercontinental: 2023.
- Na Champions League Américas: 2020–21 e 2021–22.
- Na Liga Sul-Americana: 2022.
- No Campeonato Brasileiro: 2006 (em parceria com a AD Santo André), 2019–20, 2020–21, 2021–22 e 2022–23.
- Na Copa Super 8: 2019–20, 2020–21, 2021–22 e 2022–23.
- No Campeonato Paulista: 1990, 2005 (em parceria com a AD Santo André), 2019, 2020, 2021, 2022 e 2023.
- No Campeonato Paulista Série A-2: 1991 e 2002 (em parceria com a AA Guaru).
- No Campeonato Estadual da 1.ª Divisão: 1989.
- No Campeonato Paulista da Capital: 1930, 1934, 1942, 1943, 1944, 1952, 1953, 1954, 1975, 1976 e 1977.

### Títulos
| Continentais                       | Continentais | Continentais |
| Competição                         | Títulos      | Temporada    |
| ---------------------------------- | ------------ | ------------ |
| Champions League Américas          | 1            | 2021–22      |
| Estaduais                          |              |              |
| Competição                         | Títulos      | Temporada    |
| Campeonato Paulista                | 1            | 2021         |
| Campeonato Estadual da 1.ª Divisão | 1            | 1989         |
| Campeonato Paulistano              | 1            | 1943         |

#### Outros títulos
- Torneio Triangular Masculino: 1943.[21]

### Campanhas de destaque
- Vice-campeão da Copa Intercontinental: 2023.
- Vice-campeão do Campeonato Brasileiro: 2 vezes (2020–21 e 2022–23).
- Vice-campeão da Copa Super 8: 2 vezes (2020–21 e 2021–22).
- Vice-campeão do Campeonato Paulista: 2022.

### Últimas temporadas
- a  Com a criação da Champions League na temporada 2019-20, a Liga das Américas deixou de ser disputada.

- * Por conta da pandemia de COVID-19 a temporada foi cancelada. A posição refere-se à colocação da equipe ao término da fase de classificação, que serviu como colocação final, apesar de não ter sido declarado um campeão. O critério foi utilizado apenas para a distribuição de vagas em torneios internacionais.

- ** Com a retirada da chancela pela Confederação Brasileira de Basketball, o Novo Basquete Brasil perdeu a condição de campeonato oficial (Campeonato Brasileiro) a partir da temporada 2023-24.

Legenda:
| Campeão Vice-campeão | Classificado à Champions League Classificado à Liga das Américas Classificado à Liga Sul-Americana | Rebaixado à divisão inferior. Promovido à divisão superior. |

- NBB = Novo Basquete Brasil
- LO = Liga Ouro de Basquete

### Jogadores históricos
- Bruno Caboclo
- Murilo Becker
- Marquinhos
- Shamell

### Treinadores históricos
- Cláudio Mortari
- Bruno Mortari

## Basquete feminino

### História
A equipe feminina tem história na modalidade. Em 1943, foi campeão do Campeonato Paulistano (Capital), porém, a maior conquista foi Campeonato Nacional de 2002, em parceria com a Associação Atlética Guaru. O São Paulo/Guaru, que mandava seus jogos em Guarulhos, contava com grandes nomes no elenco como Palmira Marçal, Érika de Souza e Janeth, uma das mais importantes jogadoras da história e integrante do Hall da Fama do Basquete.

### Participações
- No Campeonato Mundial Interclubes: 2003 (em parceria com a AA Guaru).
- No Campeonato Brasileiro: 2002, 2003 e 2004 (todas em parceria com a AA Guaru).
- No Campeonato Paulista: 2002, 2003, 2004 (todas em parceria com a AA Guaru).
- No Campeonato Paulista da Capital: 1942, 1943 e 1944.

### Títulos
| Nacionais             | Nacionais | Nacionais |
| Competição            | Títulos   | Temporada |
| --------------------- | --------- | --------- |
| Campeonato Brasileiro | 1         | 2002      |
| Estaduais             |           |           |
| Competição            | Títulos   | Temporada |
| Campeonato Paulistano | 1         | 1944      |

## Ginásio Poliesportivo
A casa da equipe de basquete do Tricolor é o Ginásio do Morumbi, e fica no clube social do São Paulo FC. Originalmente chamado Ginásio Poliesportivo Dr. Décio Pacheco Pedroso. Em 2003, ganhou o novo nome de Ginásio Poliesportivo Doutor Antônio Leme Nunes Galvão em homenagem ao presidente do clube na época da construção do ginásio, que foi inaugurado em 5 de novembro de 1982 e tem capacidade para até 1.918 espectadores.